# Pentamera charlottae
Pentamera charlottae är en sjögurkeart som beskrevs av Elisabeth Deichmann 1938. Pentamera charlottae ingår i släktet Pentamera och familjen svanssjögurkor. Inga underarter finns listade i Catalogue of Life.